# Municipio de Huston (condado de Blair)
El municipio de Huston (en inglés: Huston Township) es un municipio ubicado en el condado de Blair en el estado estadounidense de Pensilvania. En el año 2000 tenía una población de 1.262 habitantes y una densidad poblacional de 13.9 personas por km².

## Geografía
El municipio de Huston se encuentra ubicado en las coordenadas 40°22′15″N 78°14′49″O / 40.37083, -78.24694.

## Demografía
Según la Oficina del Censo en 2000 los ingresos medios por hogar en la localidad eran de $36,250 y los ingresos medios por familia eran $44,063. Los hombres tenían unos ingresos medios de $25,577 frente a los $20,446 para las mujeres. La renta per cápita para la localidad era de $15,688. Alrededor del 12,8% de la población estaban por debajo del umbral de pobreza.